# Gardhiwala
Gardhiwala là một thành phố và là nơi đặt hội đồng đô thị (municipal council) của quận Hoshiarpur thuộc bang Punjab, Ấn Độ.

## Nhân khẩu
Theo điều tra dân số năm 2001 của Ấn Độ, Gardhiwala có dân số 6263 người. Phái nam chiếm 52% tổng số dân và phái nữ chiếm 48%. Gardhiwala có tỷ lệ 79% biết đọc biết viết, cao hơn tỷ lệ trung bình toàn quốc là 59,5%: tỷ lệ cho phái nam là 83%, và tỷ lệ cho phái nữ là 74%. Tại Gardhiwala, 10% dân số nhỏ hơn 6 tuổi.